# 24-Stunden-Rennen auf dem Nürburgring 1988

Streckenführung für das 24-Stunden-Rennen ab 1984

Das 16. 24-Stunden-Rennen auf dem Nürburgring fand vom 18. auf den 19. Juni 1988 auf dem Nürburgring statt.

## Rennergebnis
Das 24-Stunden-Rennen 1988 gewannen zwei Porsche 911 RSR vor einem Opel Manta 400. Im ersten Porsche vom Team Original ATE-Bremsen saßen Edgar Dören, Gerhard Holup und Peter Faubel, im zweiten vom Team Motortuning Horst Derkum Heinz Dorr, Günter Doebler und Jürgen Barth. Den Manta des Deutschen Opel Teams pilotierten Norbert Haug, Karl Mauer und Joachim Winkelhock.
Die Sieger fuhren 140 Runden und erreichten damit einen neuen Distanzrekord von 3549,00 km. Von den 183 gestarteten Fahrzeugen wurden 110 gewertet und eines disqualifiziert.

## Rennverlauf
1988 schlug die Stunde der Privatteams, nachdem zur Halbzeit des Rennens bereits alle Werks-M3 nach Motorschäden, Unfällen und gebrochenen Kardanwellen ausgeschieden waren und auch die werksseitig eingesetzten Ford Sierra RS Cosworth mit Motorschaden ausfielen. Die beiden Vorjahressieger Klaus Ludwig und Steve Soper im Texaco-Sierra von Eggenberger, die Frank Biela anstatt Klaus Niedzwiedz nun als dritten Fahrer an ihrer Seite haben, müssen ihren Cossie bereits nach elf Runden abstellen, der zweite Texaco-Sierra mit Soper, Pierre Dieudonné und Gianfranco Brancatelli am Steuer hielt 121 Runden durch und war das letzte Fahrzeug, das es nicht in die Wertung schaffte.

## Streckenführung
Seit dem Umbau der Strecke im Jahr 1983 wurde das 24-Stunden-Rennen am Nürburgring auf einer Kombination aus Nordschleife und Grand-Prix-Strecke ausgetragen.

## Besonderheiten
Die drei Gentlemandriver im Siegerfahrzeug waren zum Zeitpunkt des Rennens zusammen 165 Jahre alt und gewannen dieses in einem bereits 13 Jahre alten Porsche 911 RSR. Den dritten Platz belegte mit dem Opel Manta 400 ebenfalls ein älteres Fahrzeug, das bereits 1981 vorgestellt wurde.
Das Rennen 1988 markierte zudem in dreifacher Hinsicht das Ende einer Ära. Zum letzten Mal zählte das 24-Stunden-Rennen zum Langstreckenpokal, zum letzten Mal wurde die Gruppe H zum Start zugelassen und der Escort RS2000 der zweiten Baureihe, der das Siegfahrzeug in den Jahren 1979 und 1980 war und mehrere Podiumsplatzierungen und Klassensiege einfuhr, war zum letzten Mal am Start.